# Damaeus aleinikovae
Damaeus aleinikovae är en kvalsterart som först beskrevs av Bulanova-Zachvatkina 1964.  Damaeus aleinikovae ingår i släktet Damaeus och familjen Damaeidae. Inga underarter finns listade i Catalogue of Life.